# Никой човек не е остров
„Никой човек не е остров“ е български игрален филм от 1985 година на режисьорите Боян Папазов и Малина Петрова, по сценарий на Боян Папазов.

## Актьорски състав
Не е налична информация за актьорския състав.